# Анастопулос, Никос
Никос Анастопулос (греч. Νίκος Αναστόπουλος, иногда Николаос Анастопулос; 22 января 1958, Дафни, Аттика, Греция) — греческий футболист и тренер, нападающий; популярный игрок поколения 1970—1980-х годов в греческом футболе. Лучший бомбардир национальной сборной Греции; четырёхкратный лучший бомбардир Греческой Суперлиги.

## Биография
Никос Анастопулос начал футбольную карьеру в юношеском составе клуба «Дафни» в пригороде Афин. До переезда в Пирей он успел также завоевать в 1979 году Кубок страны с афинским «Паниониосом». Эта победа все ещё остаётся крупнейшим успехом в истории клуба. За шесть лет выступлений в составе пирейского «Олимпиакоса», самой титулованной команде греческого высшего дивизиона, в период между 1981 и 1987 гг. Анастопулос трижды становился чемпионом Греции и четыре раза — лучшим бомбардиром чемпионата. В сезоне 1987/88 Анастопулоса приобрел итальянский клуб «Авеллино», по личной инициативе тренера Луиса Винисио, лучшего бомбардира в истории «Виченцы». Однако греческий нападающий не прижился в новой команде и вернулся на родину.
За национальную сборную Греции выступал 11 лет подряд с 1977 по 1988 годы. Участник группового этапа Чемпионата Европы по футболу 1980 года. Хотя Анастопулос сумел сравнять счёт в поединке с Чехословакией (1:1), его команда равно проиграла (1:3). Рекордсмен сборной команды по количеству забитых мячей — 29 в 74 играх. Близкого результата в 23 мяча достиг Ангелос Харистеас, известный также победным голом на Чемпионате Европы 2004 года.
В 1994 Никос Анастопулос завершил футбольную карьеру, в целом проведя только в клубных соревнованиях 404 матча и забив 171 мяч.
С 1997 года после трёхлетнего перерыва занимается тренерской деятельностью. За эти годы был наставником многих греческих клубов; среди грандов греческого футбола — «Арис Салоники», «Ионикос», «Кавала», «Янина». Будучи тренером, Анастопулос в 2004 году впервые вывел в высший футбольный дивизион Альфа Этника команду «Керкира» с курортного острова Корфу.

## Достижения
Командные
- Чемпион Греции: 1980/81, 1981/82, 1982/83, 1986/87.
- Обладатель Кубка Греции: 1979, 1981, 1990, 1992.

Личные
- Лучший футболист Греции: 1979, 1981, 1983.
- Лучший бомбардир чемпионата Греции: 1982/83, 1983/84, 1985/86, 1986/87.
- Обладатель «Бронзового бутса» среди лучших бомбардиров национальных чемпионатов Европы 1983 года (29 голов), по версии журнала «France Football».
- Обладатель национального рекорда по количеству голов, забитых за национальную сборную — 29 голов.